# Шоркистры (посёлок станции)
Шорки́стры (чув. Энӗшпуҫ) — посёлок станции (тип населённого пункта) Урмарского района Чувашской Республики. В рамках организации местного самоуправления входит с 2023 года в Урмарский муниципальный округ. До 2023 года — в составе Шоркистринского сельского поселения. Население 390 человек (2015), преимущественно чуваши.

## География
Расположена в северо-восточной части региона, в пределах Чувашского плато, в 1 км к югу от села Шоркистры.

### Климат
В посёлке, как и во всём районе, климат умеренно континентальный с продолжительной холодной зимой и довольно тёплым сухим летом. Средняя температура января −13 °C; средняя температура июля 18,7 °C. За год выпадает в среднем 400 мм осадков, преимущественно в тёплый период. Территория относится к I агроклиматическому району Чувашии и характеризуется высокой теплообеспеченностью вегетационного периода: сумма температур выше +10˚С составляет здесь 2100—2200˚.

## История
Возник как поселение железнодорожников.
Входил (с 2004 до 2023 гг.) в состав Шоркистринского сельского поселения муниципального района Урмарский район.
К 1 января 2023 года обе муниципальные единицы упраздняются и деревня входит в Урмарский муниципальный округ.

## Население
| 2010 | 2012 | 2015 |
| ---- | ---- | ---- |
| 391  | ↗459 | ↘390 |

По переписи 2002 года проживали на станции Шоркистры 482 человека, из них 233 мужчины, 249 женщин; преимущественно чуваши 94 %.

## Инфраструктура
Станция Шоркистры и путевое хозяйство Горьковской железной дороги.

## Транспорт
Автомобильный и железнодорожный транспорт.